# Prigorec
Prigorec falu Horvátországban Varasd megyében. Közigazgatásilag Ivanechez tartozik.

## Fekvése
Varasdtól 20 km-re délnyugatra, községközpontjától 3 km-re délre fekszik. 

## Története
A faluképet uraló hegyen álló Szentlélek-kápolna a kutatások szerint már a 14. század végén állt. Első írásos említése 1649-ben történt "S. Spiritus un Monte Dubovecz" néven. Később "S. Spiritus sub Monte Ivanchicza" alakban szerepel a korabeli forrásokban. 
A falut I. Ferdinánd király 1564-ben kelt oklevele említi "Prigorcz" alakban, melyben felsorolja a gersei Pethő család bélai birtokához tartozó településeket. III. Ferdinánd 1650-ben kelt adománylevelében, melyben birtokokat adományozott Varasd vármegye akkori főprépostjának, Dénes fia Miklósnak már Prigorec néven szerepel. 
A falunak 1857-ben 340, 1910-ben 647 lakosa volt. 1920-ig Varasd vármegye Ivaneci járásához tartozott. 2001-ben 166 háztartása és 604 lakosa volt. 

## Nevezetességei
- A falu felett magasodó Szentlélek-kápolna[2] gótikus eredetű, barokk stílusban átépítve. Belső terét két fából faragott barokk oltára és a Boldogságos Szűz szobra díszíti. A főoltárkép E. Weingart munkája 1893-ból. Az elpusztult Szent Vid oltárából megmenekült a szent mártíromságát ábrázoló oltárkép. Az oltár valószínűleg a 17. század első felében készült, reneszánsz stílusjegyeket mutat. A kápolna tornyában egy érdekes 17. századi bronz harang található. Felirata: "NICOLAVS BOSET VRBANVS CELEAE ME FVDIT ANNO 1686.", feltételezések szerint a falu egykori földesurai a gersei Pethők családi kápolnájából származik. Eugen Kumičić a Zrínyi-Frangepán összeesküvésről szóló művében ez a kápolna a helyszíne Zrínyi Péter és Frangepán Katalin eljegyzésének.

- A helyi iskola épületében egy nagy néprajzi kiállítás látható, melyet Ivan Kosteljega helyi tanár gyűjtött össze diákjaival. A több mint ezer, a legkülönbözőbb használati  tárgyból álló gyűjtemény két teremben van kiállítva.

- A falu vízimalma a 18. vagy a 19. századtól működött. A régi népi építésű családi vízimalmok egyik utolsó fennmaradt példánya.